# Hans Partzsch
Hans Partzsch (* 28. Februar 1930 in Dresden; † 8. Juni 2012 in Greifswald) war ein deutscher Marineoffizier, zuletzt Konteradmiral der Volksmarine.

## Leben
Partzsch, Sohn eines Postschaffners, wurde nach Abschluss der Schule von 1944 bis 1949 als Baumöbeltischler ausgebildet. In die bewaffneten Organe der DDR trat er am 21. September 1949 ein. Von 1949 bis 1952 studierte er an der Schule der Volkspolizei (VP) in Döbeln und nahm im Anschluss seine Arbeit als Abteilungsleiter an einer Dienststelle der VP in Leipzig und Pinnow auf. 1954 wurde Partzsch Mitglied der SED. Von 1952 bis 1953 diente er in der Verwaltung des Aeroklubs, dem Vorläufer der späteren Luftstreitkräfte der Nationalen Volksarmee, in Cottbus. Nachdem er als Adjutant eines Staffelkommandeurs der VP-Dienststelle Kamenz-2 tätig gewesen war, studierte er von 1955 bis 1959 an einer Militärakademie der UdSSR. Nach seiner Rückkehr fand er bis 1960 eine Verwendung als Stabschef und stellvertretender Kommandeur des 9. Fliegergeschwaders. Von 1961 bis 1972 diente er als Chef einer operativen Abteilung und stellvertretender Stabschef in der 3. Luftverteidigungsdivision der NVA und dann bis 1981 als Stabschef und Stellvertreter des Kommandeurs ebendieser Division. Vom 1. Dezember 1981 bis zum 31. August 1982 kommandierte Oberst Partzsch die 3. Luftverteidigungsdivision. 1983 wurde er von den Luftstreitkräften der DDR zur Volksmarine versetzt und Kommandeur der Marinefliegerkräfte. Zum Konteradmiral wurde er am 1. März 1988 in dieser Funktion ernannt, die er bis zu seiner Entlassung in den Ruhestand am 31. März 1990 ausübte.

## Auszeichnungen
- Vaterländischer Verdienstorden in Silber
- Kampforden „Für Verdienste um Volk und Vaterland“ in Silber